# Tiger – Frühling in Wien
Tiger – Frühling in Wien ist eine filmzitatenreiche, parodistische, österreichisch-deutsche Komödie aus dem Jahre 1984 von Peter Patzak mit Art Metrano in der Hauptrolle.

## Handlung
Ein Regisseur möchte den alternden, von Familien- und Alkoholproblemen gezeichneten einstigen Tarzan-Darsteller Martin Powolny, genannt „Tiger“, für sein skurriles neuestes Filmprojekt begeistern. Der Ex-Star ist jedoch ziemlich abgehalftert, bewohnt ein Baumhaus und übt dort noch immer seinen charakteristischen Tarzan-Schrei, der ihn einst berühmt gemacht hatte. Dass der Regisseur den im gefleckten Raubkatzenlook umherlaufenden Darsteller nur deshalb besetzen möchte, weil ihm sonst niemand seine filmische Unternehmung finanzieren würde, weiß der in Vergessenheit geratene Dschungel-Mime natürlich ebenso wenig wie die Tatsache, dass es so etwas wie ein belastbares Drehbuch bislang noch gar nicht gibt.
Auf der Flucht vor einem üblen Barbesitzer kollidiert „Tiger“ dann auch noch mit einem Auto, sodass er prompt in einem Wiener Spital (Krankenhaus) landet. Dort wird er von einem sich amerikanisch-cool gebenden Typen im Trenchcoat aufgesucht, der wie aus einer Raymond-Chandler-Verfilmung aus den 1940er Jahren mit Humphrey Bogart entsprungen wirkt und dann auch noch Phillip Marboe heißt. Dies ist der Beginn einer Reihe von Verwicklungen, die der Filmemacher selbst initiiert hat; selbst das „Tiger“ anfahrende Auto geht auf dessen Konto, denn, so hofft der Regisseur, mit dem Krankenhaus-Tagegeld könne er sein Filmprojekt finanziell absichern.

## Produktionsnotizen
Tiger – Frühling in Wien entstand 1983/84 und wurde am 14. Dezember 1984 uraufgeführt.
Peter Manhardt entwarf die Filmbauten, Heidi Melinc die Kostüme. Rolf Schmidt-Gentner zeichnete für den Ton verantwortlich.

## Kritiken
Die Fachzeitschrift Cinema resümierte 1985: „Genauso zitatenreich wie seine Darsteller ist der Film selbst — Suspense für die Anhänger des wienerischen Slapstick-Dialekts, gewürzt mit pfiffigen Dialogen.“
Im heutigen Online-Auftritt von cinema heißt es: “Verschlungene, teils witzige, teils klamaukige Reflexion übers Filmemachen.”
Im Lexikon des Internationalen Films heißt es: „Ein ambitionierter, streckenweise heiterer Film über das Filmemachen und seinen Mythos. Die Vielzahl der Versatzstücke, die Fülle der sich verselbständigenden Einfälle und Zitate verstellen jedoch den Blick auf das Ganze, auch wird die Freude des Wiedererkennens mitunter durch recht derben Klamauk getrübt.“
Im Film Archiv Austria heißt es: “Die groteske Komödie über die Mythen der Filmindustrie zitiert von Robert Altman über Bernardo Bertolucci, vom DRITTEN MANN zu DER EXORZIST, von Charlie Chaplin bis Laurel & Hardy. Und über alledem schwebt ständig ein Hauch von CASABLANCA. Ein selten gezeigtes Kleinod von Cinemaniac Peter Patzak.”